# Champdolent
Champdolent település Franciaországban, Charente-Maritime megyében. Lakosainak száma 419 fő (2022. január 1.). Champdolent Archingeay, Bords, Cabariot, Lussant, Puy-du-Lac, Saint-Coutant-le-Grand és Saint-Savinien községekkel határos.

## Népesség
A település népességének változása:
| Lakosok száma | 375  | 299  | 328  | 381  | 401  | 399  | 400  | 408  | 407  | 419  |
|               | 1968 | 1982 | 1990 | 2006 | 2013 | 2015 | 2017 | 2019 | 2020 | 2022 |